# Betzel Cove
Die Betzel Cove ist eine Nebenbucht der Wylie Bay an der südwestlichen Küste der Anvers-Insel im Palmer-Archipel. Sie liegt ostnordöstlich von Dream Island.
Das Advisory Committee on Antarctic Names benannte die Bucht im Jahr 1998 nach Alfred P. Betzel, Projektmanager für Ozeanographie im Polarprogramm der National Science Foundation von 1974 bis 1986 und Kontaktperson für die Bereitstellung von Eisbrechern der United States Coast Guard in antarktischen Gewässern.